# トサミドリ
トサミドリ（1946年5月20日 - 1970年8月8日）は、日本の競走馬、種牡馬。
1948年に国営競馬でデビュー。翌1949年春に皐月賞に優勝、東京優駿（日本ダービー）でも大本命に推されたが7着と敗れ、19番人気のタチカゼ優勝という空前の大波乱を招く一因となった。その後は菊花賞を含む11連勝を挙げ、レコード勝利10回を含む通算31戦21勝という成績を残して引退。1952年より種牡馬となり、7頭の八大競走優勝馬を含む数々の重賞勝利馬を輩出。産駒が中央競馬で挙げた1135勝は2011年にフジキセキに記録を更新されるまで国産種牡馬による最多記録であった。1984年、JRA顕彰馬に選出。

## 経歴

### 生い立ち
太平洋戦争終結翌年の1946年、青森県七戸町の盛田牧場に生まれる。この秋には戦争中に休止されていたが競馬が再開されるという時勢の最中であった。父プリメロは1934年にアイリッシュダービーとアイリッシュセントレジャーに優勝、1935年に小岩井農場により当時6万円という高額をもって種牡馬として導入され、この翌年に産駒が五大クラシックの完全制覇を達するなど名種牡馬として知られていた。母フリッパンシーも小岩井農場による輸入馬で、帝室御賞典優勝馬タイホウ、日本競馬史上初の三冠馬セントライト、八大競走2勝のクリヒカリ（アルバイト）らを輩出する優秀な成績を残していたが、小岩井農場の馬産からの撤退に伴い、前年秋に本馬を受胎した状態で盛田牧場へ売却されていた。
2歳春に札幌競馬場（国営競馬）所属の調教師・望月与一郎に購買され、のち北海道でデンプン製造業を営む斎藤健二郎の所有馬となった。2歳秋からは北海道静内町の静内牧場で馴致・育成され、競走年齢の3歳に達した1948年春、望月の管理下へ入った。

### 競走馬時代
1948年9月、札幌開催で初出走を迎えたトサミドリは5頭立て3番人気という評価であったが、スタートからの逃げきり、レコードタイムでの初戦勝利を挙げた。続く優勝戦では前走退けたキャプテンオーにクビ差負けて2着となったが、12月の東京開催では初日に勝利を挙げたのち、当時の3歳王者戦と見なされていた3歳ステークスに出走。中団の位置から最終コーナーで一度後退しながらも、最後の直線で追い込み、初戦に続くレコードタイムで優勝を果たした。
翌1949年、トサミドリはクラシック競走を控え、3月の東京開催から復帰。ここから騎手は浅野武志が務める。初戦はミナミホープにハナ差敗れたが、以降レコード勝ちひとつを含む3連勝を挙げ、5月1日にクラシック初戦・皐月賞を迎えた。単勝1.5倍の1番人気に支持されたトサミドリは、先行争いを経て残り800メートル地点で先頭に立つと、ミナミホープに2馬身差を付けて優勝した。なお、この競走はこれ以降定着する中山開催での最初の皐月賞であったが、施行距離は1950メートルという変則的なものだった。皐月賞優勝は兄セントライト、クリヒカリに続くもので、3兄弟での同一クラシック競走制覇は史上唯一の例である。
続くオープン戦にも勝利し連勝を5と伸ばしたのち、6月5日に日本ダービーを迎える。トサミドリは単勝支持率55.78パーセント、オッズは1.4倍の1番人気に支持された。浅野トサミドリはスタートから逃げを打ち、向正面では後続に大きな差を付けて先頭を保っていたが、第3コーナー手前から脚が鈍りはじめ、最後の直線では完全に失速して7着と敗れた。勝ったのは19番人気、単勝オッズ554.3倍のタチカゼで、ダービー史上最高の大波乱となった。また第3コーナーではミネノマツが落馬、その煽りを受けた桜花賞馬ヤシマドオターが内ラチを飛び越えて競走を中止し、さらにコマオーも落馬するという事故もあった。
引き上げてきた浅野は、担当厩務員の伊藤英雄に「あまりにも惨めな負け方で申し訳ない」と落涙しながら詫びたといわれる。浅野は競走内容について「先行したのは作戦だった。しかし、第1コーナーで内からテツオー、外からカネフブキに競り掛けられたとき、馬がいきり立ってどうにも抑えることができなくなった」と「大逃げ」の理由を説明した。また裂蹄気味で調教が思うように進んでいなかったトサミドリは、競走2日前に朝と昼の2回調教を掛けられており、結果としてそれがオーバーワークになっていたともされる。
ダービー翌週、3歳時に騎乗した田中康三を背に4歳特別をレコード勝ちしたトサミドリは、再び連勝を始める。8月の函館開催からは騎手が浅野に戻り、66キログラムの斤量を負ってレコードで勝利、10月にはクラシック三冠最終戦・菊花賞に備えて西下し、前哨戦の特ハンでは2着に5馬身差を付けて勝利。11月3日に迎えた菊花賞では1番人気の支持を受けると、スタートからの逃げきりで2着キングライトに2馬身差をつけてクラシック二冠を制した。またこれは皐月賞に続きセントライトとの兄弟制覇となった。
2週間後には兄の名を冠したセントライト記念に勝利、さらに12月の阪神開催からは、それぞれ69kg、71kg、62kgという斤量を負いながら3戦連続のレコード勝利を挙げた。翌1950年4月のオープン戦勝利をもって、クリフジに並ぶ11連勝を達成。しかし同月16日に出走した京都記念では75kgという斤量を負い、5着と敗れた。このとき次点の斤量を負わされた馬とは10kgの差があり、勝ったニシタップとは21kg差があった。続くオープン戦でも同斤量を負わされ、64kgのタチカゼにクビ差敗れ連敗する。
その後、9月に札幌記念を制したのち11月3日に天皇賞（秋）へ出走。1番人気に支持された。レースでは4～5番手を進んで最後の直線に入ったが、残り150メートル地点で急激に斜行してきたエゾテツザンに押圧され、転倒、競走中止という結果に終わった。2位入線のエゾテツザンは失格となった。この秋はさらに毎日王冠と目黒記念に出走したが、最終コーナーで好位につけては直線で失速するという内容を繰り返し、勝利を挙げることはなかった。
6歳となった1951年には、望月厩舎から稗田敏男厩舎へと移籍し、天皇賞制覇を目指して現役を続行する。移籍後緒戦の東京盃ではハタカゼを退けて通算10回目のレコード勝利を挙げる。4月に天皇賞（春）に出走し、ハタカゼに次ぐ2番人気となったが、タカクラヤマに3馬身差をつけられての2着に終わった。その後、11月に天皇賞（秋）へ直接出走したが、5頭立ての最下位に終わり、これを最後に競走生活から退いた。

### 種牡馬時代
トサミドリは種牡馬として北海道静内町の稗田牧場で繋養された。セントライトの弟ということもあり当初から期待は高く、馬運車がなかった当時にあって遠方からも交配希望者が訪れ、トサミドリが相手先へ送られ出張交配を行うこともあった。
初年度産駒からキタノオーとトサモアーが東西の3歳王者となり、3歳種牡馬ランキングの1位を獲得。1956年には両馬が菊花賞で1、2着を占めるなどし、総合ランキング6位に付けた。1955年には1年のみ故郷・盛田牧場で繋養されたが、ここで生まれたコマツヒカリはトサミドリが勝てなかった日本ダービーを制した。ほか1959年にはガーネットが牝馬ながら天皇賞（秋）と有馬記念を制覇した。
1950年代には戦後禁止されていた繁殖馬の輸入が解禁されており、ライジングフレーム、ヒンドスタンといった外国産種牡馬が続々と導入されたが、トサミドリはこれらに互して活躍馬を出し、リーディングサイアー獲得はならなかったものの、1958年、1959年の2位を最高として、1956年から1965年までベストテンの位置を保ち続けた。長距離血統として知られるブランドフォード系、母の父フラムボヤントも長距離競走のドンカスターカップやグッドウッドカップの優勝馬という重厚な血統背景を持っていたにもかかわらず、トサミドリ自身がそうであったように産駒は3歳戦から活躍し、優れたスピードとスタミナを兼備していた。トサミドリは遺伝力が非常に強く、どんな牝馬と交配しても自身に似た子を出し、産駒はその姿がトサミドリに似ていれば似ているほど活躍したという。障害競走にも強く、5頭の中山大障害優勝馬を輩出、またダートでも地方競馬の南関東や北海道で活躍馬が続出した。ブルードメアサイアー（母の父）としても5頭のクラシック優勝馬と1頭の天皇賞馬を輩出している。1960年代後半以降、輸入種牡馬に押されて内国産種牡馬が冷遇されていくなかで後継種牡馬は育たなかったが、母系にその血を残した。1977年にはリーディングブルードメアサイアーに輝いたが、これは1956年以降の内国産馬としては月友・クモハタ・シマタカに次ぐ4頭目で、トサミドリ以降は2020年にキングカメハメハが獲得するまで43年間現れなかった。
1970年初頭よりトサミドリは老衰の兆しがみえはじめ、この年6頭への種付けを行ったのが種牡馬として最後の活動となった。同年8月8日、稗田牧場で老衰により死亡。25歳没。産駒が中央競馬で挙げた通算1135勝は、2011年5月にフジキセキに更新されるまで内国産種牡馬の最多勝利記録であった。1984年、JRA顕彰馬制度が発足し、トサミドリは兄セントライトら9頭と共に中央競馬の殿堂に加えられた。
なお、稗田牧場で生涯トサミドリの世話を続けた稗田実は、その姿を写真で記録し続けながら相馬眼を培った。その見識に基いて稗田が日本へ導入した種牡馬には、ハードバージやビクトリアクラウンらの父ファバージ、オグリキャップの父ダンシングキャップ、スーパークリークの父ノーアテンションらがいる。

## 競走成績
| 年月日 | 年月日 | 年月日 |      | レース名         | 頭数 | 人気 | 着順 | 距離（状態）  | タイム    | 騎手       | 斤量 | 勝ち馬/（2着馬）     |
| 1948   | 9.     | 11     | 札幌 | 初出走           | 5    | 3    | 1着  | ダ1000m（良） | R1:03 2/5 | 小溝秋義   | 51   | （キャプテンオー）   |
|        | 9      | 26     | 札幌 | 三歳受賞馬       | 6    | 2    | 2着  | ダ1000m（稍） |           | 小溝秋義   | 51.5 | キャプテンオー       |
|        | 12.    | 4      | 東京 | 三歳             | 5    | 2    | 1着  | 芝1200m（良） | 1:16 2/5  | 田中康三   | 51   | （トサノボル）       |
|        | 12.    | 19     | 東京 | 三歳ステークス   | 10   | 1    | 1着  | 芝1200m（稍） | R1:14 4/5 | 田中康三   | 51   | （トサノボル）       |
| 1949   | 3.     | 12     | 東京 | 四歳新馬         | 3    | 1    | 2着  | 芝1600m（良） |           | 浅野武志   | 55   | ミナミホープ         |
|        | 3.     | 15     | 東京 | 四歳新馬         | 6    | 1    | 1着  | 芝1200m（重） | 1:17 2/5  | 浅野武志   | 55   | （キタヒカリ）       |
|        | 3.     | 27     | 東京 | 四歳特別         | 7    | 1    | 1着  | 芝1600m（良） | R1:40 2/5 | 浅野武志   | 57   | （トサノボル）       |
|        | 5.     | 1      | 中山 | 四歳             | 4    | 1    | 1着  | 芝1800m（良） | 1:59 3/5  | 浅野武志   | 57   | （ニューファンター） |
|        | 5.     | 3      | 中山 | 皐月賞           | 11   | 1    | 1着  | 芝1950m（良） | 2:05 0/5  | 浅野武志   | 57   | （ミナミホープ）     |
|        | 5.     | 15     | 東京 | 四歳             | 5    | 1    | 1着  | 芝2000m（良） | 2:07 4/5  | 浅野武志   | 61   | （テツオー）         |
|        | 6.     | 5      | 東京 | 東京優駿         | 23   | 1    | 7着  | 芝2400m（良） |           | 浅野武志   | 57   | タチカゼ             |
|        | 6.     | 12     | 東京 | 四歳特別         | 7    | 1    | 1着  | 芝1800m（良） | R1:52 1/5 | 田中康三   | 54   | （テツオー）         |
|        | 7.     | 17     | 札幌 | 四歳             | 7    | 1    | 1着  | ダ1800m（良） | R1:55 3/5 | 野平祐二   | 63   | （モノポリー）       |
|        | 8.     | 27     | 函館 | 特ハン           | 9    | 2    | 1着  | 芝1980m（良） | R2:06 2/5 | 浅野武志   | 66   | （ヒロノボリ）       |
|        | 9.     | 4      | 函館 | 優勝四歳以上     | 6    | 1    | 1着  | 芝2200m（良） | 2:28 1/5  | 浅野武志   | 65   | （ヒロノボリ）       |
|        | 10.    | 15     | 京都 | 特ハン           | 6    | 1    | 1着  | 芝2200m（良） | 2:21 0/5  | 浅野武志   | 61   | （アスカヤマ）       |
|        | 11.    | 3      | 京都 | 菊花賞           | 6    | 1    | 1着  | 芝3000m（良） | 3:14 3/5  | 浅野武志   | 57   | （キングライト）     |
|        | 11.    | 20     | 東京 | セントライト記念 | 5    | 1    | 1着  | 芝2400m（稍） | 2:37 4/5  | 浅野武志   | 61   | （コマオー）         |
|        | 12.    | 4      | 阪神 | 四歳             | 4    | 1    | 1着  | 芝2000m（不） | R2:21 0/5 | 浅野武志   | 69   | （トシヒカリ）       |
|        | 12.    | 17     | 阪神 | 四歳特ハン       | 6    | 1    | 1着  | 芝2400m（稍） | R2:44 2/5 | 浅野武志   | 71   | （オーエンス）       |
| 1950   | 1.     | 8      | 阪神 | 金盃             | 5    | 1    | 1着  | 芝2400m（良） | R2:47 4/5 | 浅野武志   | 62   | （エゾテツザン）     |
|        | 4.     | 2      | 京都 | 五歳以上         | 5    | 1    | 1着  | 芝2000m（重） | 2:08 3/5  | 浅野武志   | 74   | （ホウシュウ）       |
|        | 4.     | 16     | 京都 | 京都記念（春）   | 7    | 1    | 5着  | 芝3000m（良） |           | 浅野武志   | 75   | ニシタップ           |
|        | 4.     | 29     | 阪神 | 五歳以上         | 4    | 2    | 2着  | 芝2000m（良） |           | 浅野武志   | 75   | タチカゼ             |
|        | 9.     | 3      | 札幌 | 札幌記念         | 8    | 1    | 1着  | ダ2400m（良） | 2:34 0/5  | 浅野武志   | 70   | （トーアノフジ）     |
|        | 11.    | 3      | 東京 | 天皇賞（秋）     | 10   | 1    | 落馬 | 芝3200m（稍） | －        | 浅野武志   | 58   | ヤシマドオター       |
|        | 11.    | 12     | 東京 | 毎日王冠         | 9    | 1    | 4着  | 芝2500m（稍） |           | 田中康三   | 58   | ハタカゼ             |
|        | 11.    | 23     | 東京 | 目黒記念（秋）   | 7    | 3    | 7着  | 芝2500m（稍） |           | 田中康三   | 68   | クニハタ             |
| 1951   | 4.     | 22     | 東京 | 東京盃           | 5    | 3    | 1着  | 芝2400m（良） | R2:30 2/5 | 田中康三   | 53   | （ハタカゼ）         |
|        | 5      | 5      | 京都 | 天皇賞（春）     | 7    | 2    | 2着  | 芝3200m（良） |           | 田中康三   | 60   | タカクラヤマ         |
|        | 11.    | 11     | 東京 | 天皇賞（秋）     | 5    | 3    | 5着  | 芝3200m（良） |           | 大久保末吉 | 60   | ハタカゼ             |

1. 出典：『日本の名馬』、『日本の名馬・名勝負物語』、『優駿』2011年6月号、123頁。各競走名は前者に準じている。
2. 競走名太字は八大競走。
3. タイム欄Rはレコードタイムを表す。

## 種牡馬成績
年度別成績は『日本の名馬』、産駒競走成績はJBISサーチ「トサミドリ」種牡馬情報ページより。
| 年     | 勝利 | 勝利 | 順位 | 収得賞金        |
| 年     | 頭数 | 回数 | 順位 | 収得賞金        |
| ------ | ---- | ---- | ---- | --------------- |
| 1955年 | 7    | 20   | 17   | 393万0000円     |
| 1956年 | 13   | 33   | 6    | 955万0000円     |
| 1957年 | 27   | 58   | 6    | 1437万0000円    |
| 1958年 | 34   | 108  | 2    | 2960万7000円    |
| 1959年 | 36   | 109  | 2    | 4149万0000円    |
| 1960年 | 37   | 94   | 3    | 3518万0000円    |
| 1961年 | 32   | 83   | 4    | 4293万0000円    |
| 1962年 | 35   | 94   | 3    | 6085万0000円    |
| 1963年 | 44   | 86   | 5    | 4655万0000円    |
| 1964年 | 38   | 68   | 7    | 3912万7700円    |
| 1965年 | 36   | 79   | 3    | 6176万5750円    |
| 1966年 | 27   | 52   | 19   | 4853万9850円    |
| 1967年 | 25   | 58   | 11   | 6720万0000円    |
| 1968年 | 28   | 48   | 18   | 1億2836万0000円 |
| 1969年 | 27   | 47   | 15   | 2億2131万0000円 |

### 主な産駒
八大競走優勝馬
- キタノオー（1956年菊花賞 1957年天皇賞・春など重賞7勝）
  - 1955年度最優秀3歳牡馬
  - 1956年度最優秀4歳牡馬
- トサオー（1959年天皇賞・春など重賞3勝）
- コマツヒカリ（1958年東京優駿など重賞2勝）
- ガーネット（1959年天皇賞・秋、有馬記念）
  - 1959年度最優秀5歳以上牝馬
- キタノオーザ（1960年菊花賞など重賞2勝）
- ホマレボシ（1961年有馬記念など重賞5勝）
  - 1961年度代表馬
- ヒロキミ（1962年菊花賞）

その他中央競馬重賞優勝馬
- トサモアー（1955年阪神3歳ステークス 1956年神戸杯）
  - 1955年度最優秀3歳牝馬
- キタノヒカリ（1956年朝日杯3歳ステークス）
- エドヒメ（1956年目黒記念・秋）
- メイジミドリ（1957年阪神3歳ステークス）
- カツトシ（1958年中山4歳ステークス）
- リンデン（1958年京都4歳特別）
- ヤマニン（1958年宝塚杯 1959年金鯱賞）
- オータジマ（1958年東京障碍特別・秋 1959年中山大障碍・春）
  - 1959年度最優秀障害馬
- ハルボー（1959年中山大障害・秋）
- マツカゼオー（1959年朝日杯3歳ステークス 1960年弥生賞）
  - 1959年度最優秀3歳牡馬
- カムイダケ（1960年京都大障碍・春）
- モンテカルロ（1961年京成杯）
- トサキング（1961年京都大障碍・春、中山大障碍・秋）
  - 1961年度最優秀障害馬
- ゴウユウ（1962年東京記念）
- ライトリア（1962年中山大障碍・秋）
  - 1962年度最優秀障害馬
- モトイチ（1962年阪神大賞典 1963年京都記念・春）
- トキクイン（1963年京王杯オータムハンデキャップ）
  - 1960年度最優秀3歳牝馬
  - 1963年度最優秀5歳以上牝馬
- ミストヨペット（1963年クイーンステークス）
- トキノパレード（1964年京成杯、弥生賞）
- イサミリュウ（1965年アルゼンチンジョッキークラブカップ）
- ショウゲツ（1965年CBC賞）
- ショウグン（1966年スプリングステークス）
- ヒシヤクシン（1967年七夕賞 1968年日本経済賞）
- グリーンエース（1967年CBC賞）
- フェアブァイタル（1970年京都大障害・春）

その他地方競馬重賞優勝馬
- カブト（1955年全日本3歳優駿・大井 1956年ゴールデンウエーブ記念・北海道）
- イチカントー（1957年新春盃・大井、川崎記念・川崎、金盃・大井、秋の鞍・大井 1958年新春盃・大井、開設八周年記念・川崎 1959年開設九周年記念・川崎、川崎記念・川崎 1960年川崎記念・川崎）
- マルミドリ（1956年ローレルハンデキャップ・川崎）
- ヤグチホープ（1961年大井盃・大井、春の鞍・大井）
- トサボシ（1961年NTV盃・船橋）
- ダイサンキヨサチ（1962年桜花賞・浦和、ゴールドカップ・浦和）
- サチノワカサ（1963年農林大臣賞・高崎）
- トウカイ（1964年織姫賞・足利）
- オリオンホース（1964年報知オールスターカップ・川崎、東京大賞典・大井 1965年報知オールスターカップ・川崎）
- ヒガシモア（1966年報知オールスターカップ・川崎）
- ヒデミドリ（1966年ダイオライト記念・船橋）
- キンホウ（1966年農林大臣賞典・北海道）
- ローレライ（1967年桜花賞・浦和、関東オークス・川崎 1968年クイーン賞・船橋 1969年キヨフジ記念・川崎）
- アシヤフジ（1968年開設記念・川崎 1969年東京大賞典・大井）
- キタノオーカン（1969年黄金賞典・盛岡、組合結成五周年記念・盛岡）
- タカエミドリ（1968年黒曜賞・北海道、地方競馬全国協会賞・北海道、郭公賞・北海道、道新杯・北海道）
- フジズイコウ（1970年大井記念・大井）
- トサエンド（1972年平和賞・船橋）
- サチヒビキ（1972年東京オリンピック記念・大井）
- メイジミドリ（1973年NTV盃・船橋）
- ケンハッピー（1974年東海菊花賞・名古屋）

### 母の父としての主な産駒
※八大競走優勝馬のみ記載する。
- アイテイオー（1963年優駿牝馬。父ハロウェー）
- ハツユキ（1965年桜花賞など重賞2勝。父ソロナウェー）
- タマミ（1970年桜花賞など重賞5勝。父カリム）
  - 1970年度最良スプリンター
- ダテテンリュウ（1970年菊花賞など重賞2勝。父ウイルデイール）
- オヤマテスコ（1978年桜花賞。父テスコボーイ）
- カシュウチカラ（1979年天皇賞・春など重賞5勝。父カバーラップ二世）

## 血統表
| トサミドリの血統                         | トサミドリの血統                                | トサミドリの血統                                | （血統表の出典）                                | （血統表の出典） |
| 父系                                     | ブランドフォード系                              | ブランドフォード系                              | ブランドフォード系                              | [ § 2 ]          |
| 父 *プリメロ Primero 1931 鹿毛           | 父の父Blandford 1919 黒鹿毛                     | Swynford                                        | John o'Gaunt                                    | John o'Gaunt     |
| 父 *プリメロ Primero 1931 鹿毛           | 父の父Blandford 1919 黒鹿毛                     | Swynford                                        | Canterbury Pilgrim                              |                  |
| 父 *プリメロ Primero 1931 鹿毛           | 父の父Blandford 1919 黒鹿毛                     | Blanche                                         | White Eagle                                     | White Eagle      |
| 父 *プリメロ Primero 1931 鹿毛           | 父の父Blandford 1919 黒鹿毛                     | Blanche                                         | Black Cherry                                    |                  |
| 父 *プリメロ Primero 1931 鹿毛           | 父の母Athasi 1917 鹿毛                          | Farasi                                          | Desmond                                         | Desmond          |
| 父 *プリメロ Primero 1931 鹿毛           | 父の母Athasi 1917 鹿毛                          | Farasi                                          | Molly Morgan                                    |                  |
| 父 *プリメロ Primero 1931 鹿毛           | 父の母Athasi 1917 鹿毛                          | Athgreany                                       | Galloping Simon                                 | Galloping Simon  |
| 父 *プリメロ Primero 1931 鹿毛           | 父の母Athasi 1917 鹿毛                          | Athgreany                                       | Fairyland                                       |                  |
| 母 *フリッパンシー Flippancy 1924 黒鹿毛 | 母の父Flamboyant 1918 鹿毛                      | Tracery                                         | Rock Sand                                       | Rock Sand        |
| 母 *フリッパンシー Flippancy 1924 黒鹿毛 | 母の父Flamboyant 1918 鹿毛                      | Tracery                                         | Topiary                                         |                  |
| 母 *フリッパンシー Flippancy 1924 黒鹿毛 | 母の父Flamboyant 1918 鹿毛                      | Simonath                                        | St.Simon                                        | St.Simon         |
| 母 *フリッパンシー Flippancy 1924 黒鹿毛 | 母の父Flamboyant 1918 鹿毛                      | Simonath                                        | Philomath                                       |                  |
| 母 *フリッパンシー Flippancy 1924 黒鹿毛 | 母の母Slip 1909 黒鹿毛                          | Robert Le Diable                                | Ayrshire                                        | Ayrshire         |
| 母 *フリッパンシー Flippancy 1924 黒鹿毛 | 母の母Slip 1909 黒鹿毛                          | Robert Le Diable                                | Rose Bay                                        |                  |
| 母 *フリッパンシー Flippancy 1924 黒鹿毛 | 母の母Slip 1909 黒鹿毛                          | Snip                                            | Donovan                                         | Donovan          |
| 母 *フリッパンシー Flippancy 1924 黒鹿毛 | 母の母Slip 1909 黒鹿毛                          | Snip                                            | Isabel F-No.22-b                                |                  |
| 母系(F-No.)                              | 22号族(FN:22-b)                                 | 22号族(FN:22-b)                                 | 22号族(FN:22-b)                                 | [ § 3 ]          |
| 5代内の近親交配                          | St.Simon 4×5、 Melton 5×5、 Galopin 5×5（母内） | St.Simon 4×5、 Melton 5×5、 Galopin 5×5（母内） | St.Simon 4×5、 Melton 5×5、 Galopin 5×5（母内） | [ § 4 ]          |
| 出典                                     | 1. 2. 3. 4.                                     | 1. 2. 3. 4.                                     | 1. 2. 3. 4.                                     | 1. 2. 3. 4.      |